# Mamiya RZ
Mamiya RZ — линейка однообъективных зеркальных среднеформатных цифровых и плёночных фотоаппаратов фирмы Mamiya, рассчитанных на формат кадра до 6×7 см. Основой для этих фотоаппаратов стала система Mamiya RZ, которая, в свою очередь, является эволюционным развитием системы Mamiya RB.
Наводка на резкость осуществляется при помощи фокусировочного меха, а не выдвижной оправы объектива. Ещё одна особенность семейства заключается в возможности поворота кассетной части на 90°, позволяющей снимать вертикальный и горизонтальный кадр без наклона всей камеры.

## История
- 1982 год — Mamiya RZ67 Professional, первая модель серии RZ — получила задники со встроенным поворотным механизмом, электронную начинку.
- Mamiya RZ67 Professional II незначительные конструкционные изменения, улучшенный контроль экспозиции с шагом 0.5 EV. Улучшен механизм фокусировки.
- Mamiya RZ67 Professional IID добавлен цифровой интерфейс для прямого подключения цифрового задника.
  - Mamiya RZ80 — состоит из корпуса Mamiya RZ67 Pro IID и цифрового задника Leaf Aptus-II 80 Digital Back (80Mpx). Базовая модель.
  - Mamiya RZ33 — состоит из корпуса Mamiya RZ67 Pro IID и цифрового задника Mamiya DM33.
  - Mamiya RZ22 — состоит из корпуса Mamiya RZ67 Pro IID и цифрового задника Mamiya DM20.

## Объективы
Объективы линейки RZ — Mamiya Sekor Z и Mamiya Sekor M. Все объективы оснащены центральным затвором SEIKO.
Модельный ряд:
- Широкоугольные объективы:
  - Mamiya Sekor Z 50mm f/4,5 W — эквивалент 23мм
  - Mamiya Sekor M 65mm f/4L-A — эквивалент 32мм
  - Mamiya Sekor M 75mm f/3,5L — эквивалент 36мм
- Нормальные объективы:
  - Mamiya Sekor Z 90mm f/3,5 W — эквивалент 44мм
  - Mamiya Sekor Z 110mm f/2,8 W — эквивалент 53мм
  - Mamiya Sekor Z 127mm f/3,5 W (и устаревшая модель f/3,8) — эквивалент 62мм
- Телеобъективы:
  - Mamiya Sekor Z 150 mm f/3,5 W — эквивалент 73мм
  - Mamiya Sekor Z 180 mm f/4,5 W — эквивалент 87мм
  - Mamiya Sekor Z 210 mm f/4,5 APO — апохромат, эквивалент 102мм
  - Mamiya Sekor Z 250 mm f/4,5 W — эквивалент 121мм
  - Mamiya Sekor Z 350 mm f/5,6 APO — апохромат, эквивалент 170мм
  - Mamiya Sekor Z 360 mm f/6 W — эквивалент 175мм
  - Mamiya Sekor Z 500mm f/6 W (и устаревшая модель f/8) — эквивалент 238мм
- Специальные объективы:
  - Mamiya Sekor Z 35mm f/4,5 Fisheye — фишай (180° по диагонали), эквивалент 18мм
  - Mamiya Sekor Z 75mm f/4,5 Short Barrel — для использования с тилт/шифт-адаптером, эквивалент 36мм
  - Mamiya Sekor Shift Z 75mm f/4,5 W — объектив с контролем перспективы, эквивалент 36мм
  - Mamiya Sekor Macro Z 140 mm f/4,5M/L-A — макро-объектив, эквивалент 68мм
  - Mamiya Sekor Z 180mm f/4 Variable Soft Focus — эквивалент 87мм
  - Mamiya Sekor Z 180mm f/4,5 Short Barrel — для использования с тилт/шифт-адаптером, эквивалент 87мм
  - Mamiya Sekor Z 100—200 mm f/5,2 — эквивалент 48-97мм

## Системность
Системные камеры Mamiya RZ67 состоят из корпуса, задника, моторного привода и шахтного видоискателя. На камеру возможна установка как цифровых, так и плёночных (под плёнку 120 и 220 типов) задников, а также задников под кассеты Polaroid.

## Цифровые задники Leaf
Для фотоаппаратов Mamiya системы RZ выпускаются цифровые задники «Leaf». В данный момент в выпуске находится две модели Credo (80 мегапикселей) и Credo 50 (50 мегапикселей).

## Аксессуары
- фотовспышка Mamiya MZ 36R

## Целевая аудитория, сегмент рынка
Mamiya RZ67 — это фотоаппарат, который позволяет снимать вертикальный кадр без вращения камеры. Затвор этой камеры отрабатывает выдержку с шагом 1/2 eV, что позволяет максимально её уменьшить при синхронизации с фотовспышкой, следовательно, иметь большую диафрагму, что даёт меньшую глубину резкости. Из чего он, наиболее, относительно других, подходит для студийной портретной съёмки.